# 奥山公重
奥山 公重（おくやま きみしげ、大永6年（1526年） - 慶長7年（1602年））は、日本の戦国時代から安土桃山時代にかけての新陰流の兵法家、剣客。公重の系統の新陰流は「奥山神影流」、「奥山流」と呼ばれる。本姓は奥平氏。初名は定国で、後に徳川家康から「公」の字を与えられて公重に改めた。通称は孫次郎。号は休賀斎（急加斎とも）。剃髪後は音寿斎と号した。奥平久賀とも。

## 生涯
三河国亀山城主・奥平貞能（美作守）の家臣・奥平貞久の七男。
幼時から剣術を好み、三河では孫次郎に及ぶ腕前の持ち主はいないほどに上達した。剣名高い上泉信綱（伊勢守）が甲府に立ち寄ったことを聞いて出かけていき、入門。上泉が甲府から高山に移って滞在した1年あまりの間に随従し、新陰流の的伝を得る。高山から戻ると、奥山郷（静岡県磐田郡水窪町、現浜松市天竜区）に入り、日夜奥山明神に祈願をつづけ、永禄8年（1565年）、神託によって奥義を極め、神影流、奥山流と称した。休賀斎は海内無双の兵法家と呼ばれ、入門者が多かった。
元亀元年（1570年）、姉川の戦いで功があり、徳川家康に招かれて7年間、刀術を教授。天正2年11月28日（1574年12月21日）、家康より御朱印を賜って御台所御守役となる。後に病気のため辞仕し、旧主の貞能のもとに戻った。
慶長7年（1602年）、死去。技芸は子の孫左衛門公唯に引き継がれた。

## 神影流の道統
神影流（奥山流）の道統は、小笠原長治（源信斎。姓は小笹原とも）が継承し、「真新陰流」と称した。源信斎以降、神谷直光（伝心斎。姓は紙屋とも）の「直心流」、高橋重治（弾正左衛門）の「直心正統流」と引き継がれ、山田光徳（平左衛門）の「直心影流」に至る。長治からは針ヶ谷夕雲の「無住心剣流」も派生した。

## 居住地について
奥山明神の所在地は奥山郷（現浜松市天竜区）ではなく、奥山（現浜松市浜名区）であった。奥山明神は田草明神という改称を経た後、明治初期に奥山神社へと再改称し、明治中期にはやや東にある現在地に移築される。奥山郷は北遠地方の国人領主であった奥山氏の統治領域を指す抽象的な地域名であり、奥山とは明確に異なる。

## 登場作品
- 隆慶一郎『捨て童子・松平忠輝』 - 主人公・松平忠輝の剣の師として描かれている。